# 和平街道 (淄博市)
和平街道，是中华人民共和国山東省淄博市张店区下辖的一个乡镇级行政单位。

## 行政区划
和平街道下辖以下地区：
桃园社区、和平社区、城西社区、城中社区、家具城社区、体坛社区、太平社区、柳泉社区、通济花园社区、祥和社区和佳和社区。